# Roth-Waagnerovo mostní zařízení

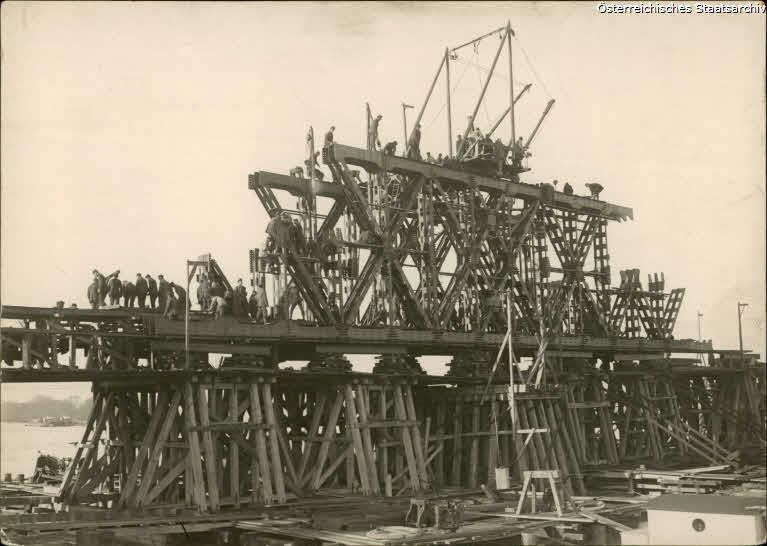
Stavba mostu přes řeku Sávu u Bělehradu s použitím mostního zařízení Roth-Waagner, 1915

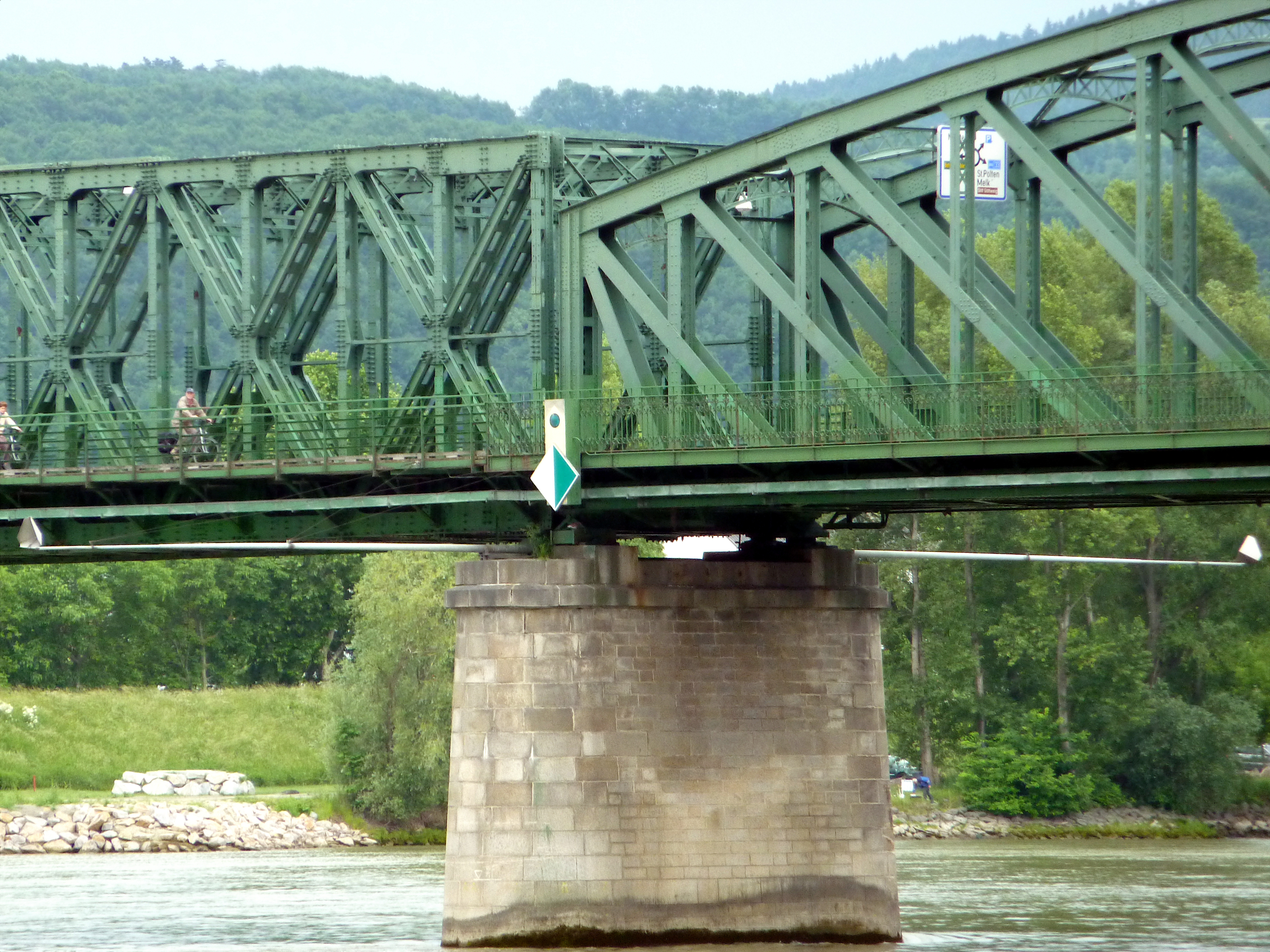
Jižní strana Mauternského mostu (vlevo) je postavena z Roth-Waagnerova mostního zařízení

Roth-Waagnerovo mostní zařízení, nazývané také Roth-Waagnerův provizorní mostní systém nebo zkráceně RW-zařízení, byl přenosný ocelový příhradový most, který bylo možné sestavit z předem smontovaných jednotlivých součástí. Používal se ve vojenském i civilním sektoru buď pouze pro jednorázovou přepravu velmi těžkých nákladů po železnici, nebo jako dlouhodobější provizorní most.
Zařízení vyvinul krátce před začátkem první světové války v Rakousku-Uhersku stavební inženýr Friedrich Roth, příslušník císařsko-královského železničního pluku, společně s mostní firmou R. Ph. Waagner, L. a J. Birò a A. Kurz. Ve velkém měřítku bylo v následující válce využíváno rakouskou a německou armádou.

Systém byl založen na šířce pole 3 m s 4 m vysokými nosníky. Mohl být dvou nebo třístěnný a jedno nebo dvoupodlažní (v tom případě s 8 m vysokými nosníky).
Roth-Waagnerův systém byl jako provizorní most použit např. pro:
- starý bělehradský železniční most přes řeku Sávu v Bělehradě, jehož 96 m široké středové pole bylo postaveno za 7 dní,
- železniční most přes Vislu u Ivangorodu (rozpětí asi 90 m),
- most přes řeku Olt a viadukt Caracău v Rumunsku,
- velký most Salcano přes řeku Soču, který byl překlenut pomocí příhradové konstrukce,[2]
- silniční most Mainbrücke Volkach v bavorském obvodu Dolní Franky (1947–2011); po přestavbě byla na západní opěře instalována část provizorního mostu jako památník.

Po první světové válce byl mostní systém RW několikrát použit jako nosná konstrukce pro železniční mosty Rakouských spolkových drah. Během druhé světové války byl hojně využíván a používán k rekonstrukci zničených mostů, než byl nahrazen modernějším zařízením SKR (Schaper-Krupp-Reichsbahn).
Po válce bylo zařízení RW použito například při opravě Mauternského mostu přes Dunaj německými válečnými zajatci (pod sovětským dohledem) v roce 1945; dodnes tvoří jižní polovinu mostu. 